# Cibrâil
Cibrâil es una película alemana del año 2011 dirigida por Tor Iben y protagonizada por Sinan Hancili, Engin Sert y Martina Hesse en los papeles principales.
La historia trata sobre una pareja de inmigrantes; un joven policía, vive feliz con su novia en Berlín. Un día, reciben la visita del primo de ella desde Roma llegando para quedarse y la vida de Cibrâil dará un giro trascendental, ya que verá brotar una atracción que no esperaba y que le creará muchos problemas.

## Argumento
Nos cuenta la historia de Cibrâil un joven que pertenece al cuerpo de agentes de policía, vive felizmente con su novia Christine en la ciudad de Berlín.
Se ha integrado perfectamente en la cultura local a pesar de tener una ascendencia de origen árabe, es socialmente activo y financieramente estable.
Un día, el primo de su novia llamado Marco llega de Roma a verla para quedarse una temporada y poco a poco irá llamando la atención de Cibrâil el cual se sentirá seducido por el atractivo y encantador visitante. Y los sentimientos inquietos que ha reprimido durante años comienzan a salir a la superficie cuando viajen juntos por Berlín, desencadenando una cadena de eventos que pondrán patas arriba la vida de todos.

## Reparto
- Sinan Hancili ... Cibrâil
- Engin Sert ... Marco
- Martina Hesse ... Christine
- Peter Beck ... Stefan
- Volker Figge ... Eisverkäufer
- Oliver Weidner ... Friseur
- Deniz Kara ... Amante de Marco
- Murat Ürün ... Amante de Cibrâil
- Ingmar Skrinjar ... Trainierender
- Niklas Peters ... Junger Mann
- Volker Waldschmidt ... Mann